# Kazuya Yamamura
Kazuya Yamamura (jap. 山村和也 Yamamura Kazuya; ur. 2 grudnia 1989 roku w prefekturze Nagasaki) – japoński piłkarz, reprezentant kraju.

## Statystyki
| Reprezentacja Japonii | Reprezentacja Japonii | Reprezentacja Japonii |
| Rok                   | Mecze                 | Gole                  |
| --------------------- | --------------------- | --------------------- |
| 2010                  | 1                     | 0                     |
| Razem                 | 1                     | 0                     |

## Osiągnięcia
- Puchar J-League: 2012